# Pseudoparicana
Pseudoparicana är ett släkte av insekter. Pseudoparicana ingår i familjen Tropiduchidae.
Kladogram enligt Catalogue of Life:
| Pseudoparicana | \| \| Pseudoparicana curvifera \| \| \| \| \| \| Pseudoparicana sanguinifrons \| \| \| \| \| \| Pseudoparicana tepida \| \| \| \| |
|                | \| \| Pseudoparicana curvifera \| \| \| \| \| \| Pseudoparicana sanguinifrons \| \| \| \| \| \| Pseudoparicana tepida \| \| \| \| |
|                | Pseudoparicana curvifera |
|                | |
|                | Pseudoparicana sanguinifrons |
|                | |
|                | Pseudoparicana tepida |
|                | |